# Tháp Montaigne

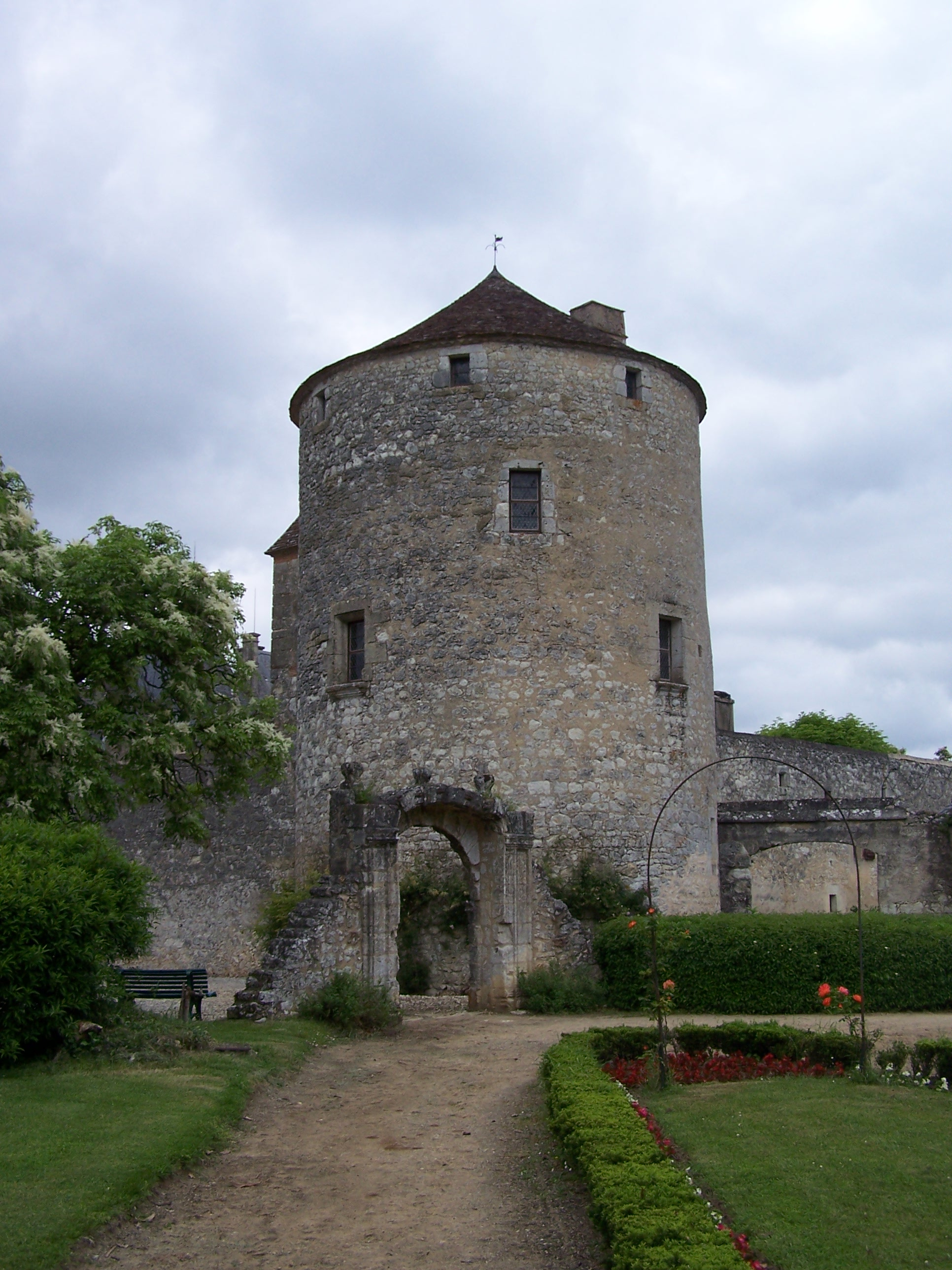
Mặt tiền phía nam của tháp

Tháp Montaigne là tháp phía nam của lâu đài Château de Montaigne, một di tích lịch sử nằm ở tỉnh Dordogne của Pháp. Tòa tháp là di tích duy nhất về lâu đài  của thời kỳ đầu thế kỷ thứ mười sáu, vì các tòa nhà khác phải được xây dựng lại sau một trận hỏa hoạn vào năm 1885.
Tòa tháp đã được cải tạo và trang trí lại bằng các chi tiết kỹ thuật của Michel de Montaigne vào năm 1571, sau khi ông nghỉ hưu lần đầu tiên. Nó được chú ý bởi chứa các thư viện nổi tiếng và nghiên cứu trong đó, ông đã dành "hầu hết các ngày của mình"  và nghiên cứu các bài tiểu luận đã được viết có trong đó.
Để ghi nhận ý nghĩa lịch sử và văn hóa của nó, tòa tháp đã được chính phủ Pháp xếp hạng là di tích lịch sử từ năm 1952. Đây là tòa nhà duy nhất trong số các tòa nhà của lâu đài được mở cho du khách ngày nay.

## Kiến trúc
Tháp thực tế bao gồm ba yếu tố kiến trúc riêng biệt: tháp tròn trung tâm, một tháp phụ nhỏ hơn (có cầu thang xoắn ốc), và một Corps de logis có hình vuông lồi ra từ tháp. Nó được xây dựng vào thế kỷ thứ mười sáu theo phong cách tân phục hưng. Nó ở bên ngoài được phòng thủ bởi thành lũy bên ngoài bảo vệ lối vào chính của lâu đài và sân trong của nó, hoặc cour d'honneur, ở bên cổng.

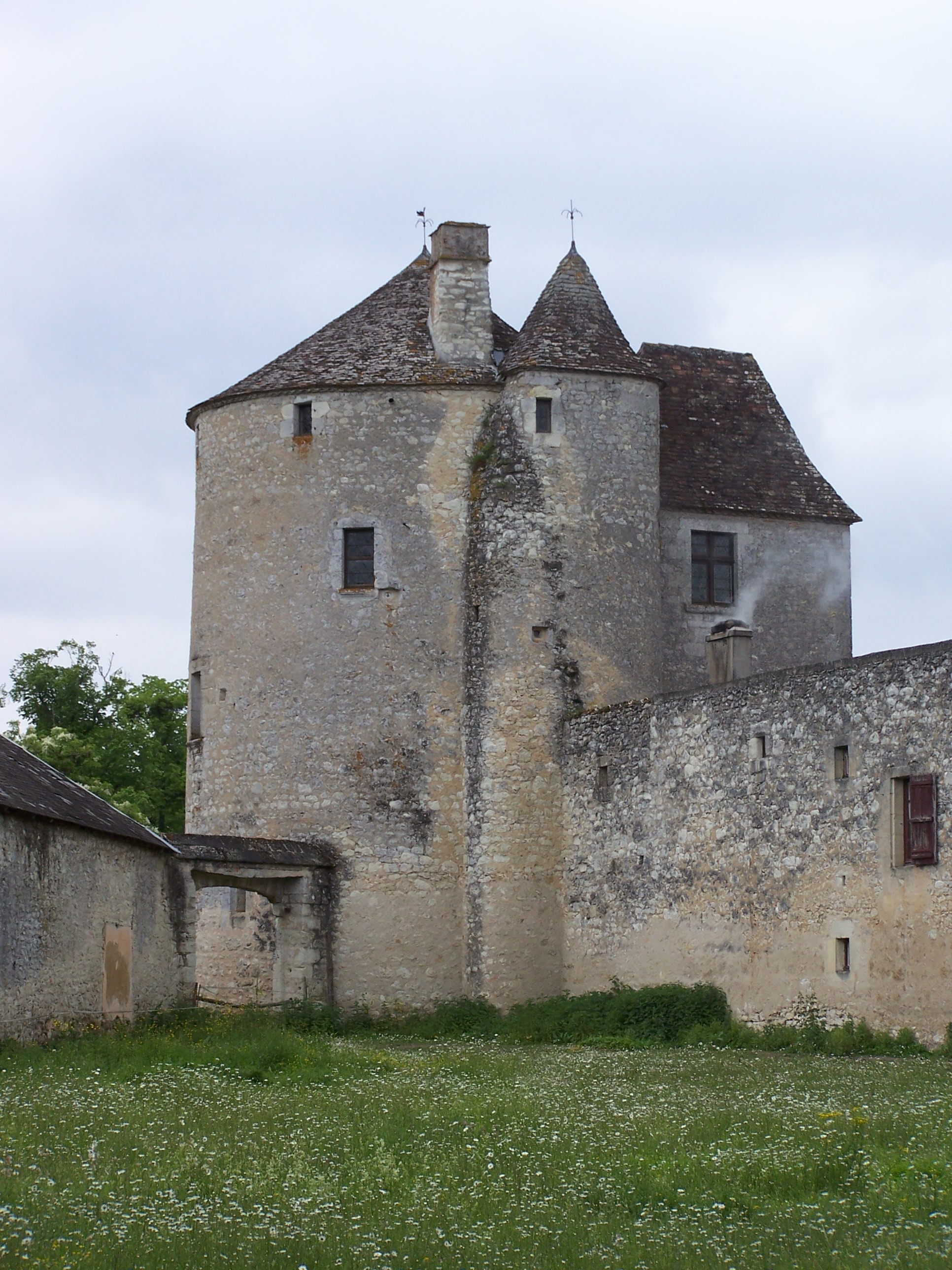
Tháp nhìn từ sân trong

## Bên trong tháp
Tháp tròn có một nhà nguyện với trần hình vòm trên tầng một, trong khi tầng hai được sử dụng làm phòng ngủ. Ống dẫn ẩn giữa tầng một và tầng hai truyền tải âm thanh với độ trung thực cao, cho phép Montaigne nghe được hàng loạt âm thanh mà không cần phải rời khỏi phòng ngủ của mình khi đến tuổi già. Tầng thứ ba chứa một căn phòng nhỏ làm thư viện trong thời Montaigne, và một corps de logis vuông dài ba mét dài hai rưỡi rộng được sử dụng như một nghiên cứu của Montaigne. Trong khi corps de logis gần như hoàn toàn được bao phủ bởi các bức tranh vào thời điểm Montaigne sống, chỉ những dấu vết của các seccos tồn tại cho đến ngày nay.

#### Thư viện
Bốn mươi sáu trong số bốn mươi tám dầm gỗ sồi, cũng như hai dầm hỗ trợ, được sơn như phong cách Hy Lạp và Latin trong thời đại của Montaigne. Những chữ khắc này vẫn có thể nhìn thấy ngày hôm nay, mặc dù một vài trong số đó có chữ khắc trước đó. Những khách tham quan trong thế kỷ thứ mười tám ghi nhận sự hiện diện của maxims trên các bảng của thư viện cũng như trên kệ của nó, nhưng đây là những thứ bị xóa đi trong ngày nay.
Thư viện đã được đề cập như địa điểm du lịch sớm nhất là từ năm 1611, bao gồm cả một tài liệu bằng tiếng Anh (John Sterling năm 1836).

## Trong văn hóa
Tháp đã xuất hiện trong các tác phẩm của nhiều nhà văn khác ngoài Montaigne. Ví dụ, "Montaigne's Tower" là tiêu đề của một bài thơ của Geoffrey Grigson, được xuất bản trong bộ sưu tập 1984 của Montaigne's Tower và những bài thơ khác. Nó thăm dò mối quan hệ giữa nhà văn, môi trường trực tiếp của anh ta và bàn về trí tưởng tượng của anh ấy bằng hình ảnh Montaigne trong thư viện  và nhìn ra vùng nông thôn xung quanh lâu đài sau khi đặt câu hỏi ban đầu: Trong phòng ở tòa tháp này, liệu rằng Montaigne đã viết? "  Hilary Masters trình bày một đề tài khác về một chủ đề tương tự trong bộ sưu tập các bài tiểu luận của ông được xuất bản năm 2000, trong Tháp Montaigne. Trong việc kể lại một chuyến viếng thăm tháp, ông lưu ý những cách thức mà nó được thiết kế để cung cấp cho cả nhu cầu tinh thần và vật chất, nhưng đối với những hạn chế, ông tự khẳng định mình về sự tự do có được bởi ẩn náu nơi đây.